# Hans Matter
Hans Matter (* 7. Dezember 1944, heimatberechtigt in Engelberg) ist ein Schweizer Politiker (CSP Obwalden).
Der gelernte Bankkaufmann und ehemalige Gemeindepräsident von Alpnach wurde 1996 von der Landsgemeinde in den Regierungsrat des Kantons Obwalden gewählt. Er leitete das Bau- und Raumentwicklungsdepartement und stellvertretend das Finanzdepartement. Er wurde 2005 und 2009 zum Landammann gewählt.

## Rücktritt
Nach 13 Jahren als Regierungsrat und nur drei Monaten in seiner zweiten Amtszeit als Landammann gab Matter am 10. September 2009 seinen Rücktritt aus der Kantonsregierung bekannt. Vorausgegangen war Kritik an der Arbeit des von ihm geleiteten Bau- und Raumentwicklungsdepartements. Nach dem Hochwasser 2005 stand das Departement unter grossem Druck, insbesondere wegen der nötigen Renovation der schwer beschädigten Kantonsschule Obwalden und der Planung für ein Hochwasserschutzprojekt. Die Renovation der Schulgebäude verzögerte sich und wurde 6 Mio. Franken teurer und die Kosten für das Hochwasserschutzprojekt stiegen von ursprünglich veranschlagten 47 Mio. Franken auf 76,5 Mio. Franken. Matter begründete seinen Rücktritt mit den gegen ihn und sein Departement erhobenen Vorwürfe und nannte auch gesundheitliche Gründe.
Hans Matter schied am 30. September 2009 aus dem Regierungsrat aus. Für den Rest der Amtsdauer übernahm Frau Landstatthalter Esther Gasser Pfulg die Aufgaben des Landammanns, die Führung des Bau- und Raumentwicklungsdepartements übernahmen bis zum Amtsantritt des neuen Regierungsratsmitglied die Regierungsräte Hans Wallimann und Niklaus Bleiker. Bei der Ersatzwahl am 29. November 2009 konnte sich von den beiden angetretenen Kandidaten Paul Federer (FDP) gegen Martin Odermatt (SVP) mit 6876 zu 6639 Stimmen durchsetzen. Der Amtsantritt erfolgte zum 1. Februar 2010. Zur Nachfolgerin als Landammann wählte der Kantonsrat Esther Gasser Pfulg, die das Amt am 1. Februar 2010 antrat und damit bis zum Ende der Amtsperiode am 30. Juni 2010 nur eine 5-monatige offizielle Amtszeit hatte.
Seinen Sitz als Bankrat der Obwaldner Kantonalbank behielt Matter auch nach seinem Rücktritt bei.
Obwohl es zuvor Rücktrittsforderungen aus Reihen der CVP und von der SVP Obwalden gab, kam der Rücktritt von Matter unerwartet, die «Nachricht ist wie eine Bombe eingeschlagen.» Selbst die Mitglieder des Regierungsrats waren nur wenige Minuten vor der Kantonsratssitzung informiert worden. In den einschlägigen Verzeichnissen der Obwaldner Landammänner von 1303 bis 2012 ist kein Fall verzeichnet, in dem ein Landammann während seines Amtsjahres zurückgetreten ist.